# Mulinia cleryana
Mulinia cleryana is een tweekleppigensoort uit de familie van de Mactridae. De wetenschappelijke naam van de soort werd in 1846 voor het eerst geldig gepubliceerd door Alcide d'Orbigny.